# Témiscamingue
A Regionalidade Municipal do Condado de Témiscamingue está situada na região de Abitibi-Témiscamingue na província canadense de Quebec. Com uma área de quase vinte mil quilómetros quadrados, tem, segundo o censo de 2005, uma população de cerca de dezesseis mil pessoas sendo comandada pela pela cidade de Ville-Marie. Ela é composta por 21 municipalidades: 3 cidades, 12 municípios, 1 aldeia, 1 municipalidade de cantões unidos, 2 cantões, 1 freguesia e 1 território não organizado.

## Municipalidades

### Cidades
- Belleterre
- Témiscaming
- Ville-Marie

### Municípios
- Béarn
- Duhamel-Ouest
- Fugèreville
- Kipawa
- Laforce
- Laverlochère
- Lorrainville
- Moffet
- Notre-Dame-du-Nord
- Rémigny
- Saint-Bruno-de-Guigues
- Saint-Eugène-de-Guigues

### Aldeia
- Angliers

### Municipalidade de cantões unidos
- Latulipe-et-Gaboury

### Cantões
- Guérin
- Nédélec

### Freguesia
- Saint-Édouard-de-Fabre

### Territórios não organizados
- Laniel
- Les Lacs-du-Témiscamingue

## Regiões Autônomas
As reservas indígenas de Kebaowek e Timiskaming não são membros do MRC, mas seu território está encravado nele. Há também as localidades de Winneway e Hunter's Point, que tem o status de aldeia indígena, não sendo reconhecidas como reservas.